# I Dont Know How But They Found Me
I Dont Know How But They Found Me (viết hoa cách điệu), thường được rút gọn là IDKHow (cách điệu thành iDKHOW ), là một nhóm nhạc song tấu người Mỹ trú tại Thành phố Salt Lake, Utah và được thành lập vào năm 2016. Ban nhạc bao gồm giọng ca chính kiêm tay bass Dallon Weekes và tay trống Ryan Seaman. Trước khi ký hợp đồng với Fearless Records, bộ đôi này được mô tả là "ban nhạc chưa ký hợp đồng hot nhất thế giới" trên trang bìa của Rock Sound vào tháng 3 năm 2018.

## Tour diễn
- Content Tour (2018)[3]
- Entertainment Tour: North America (2018; với vai trò hỗ trợ cho Waterparks)[4]
- Night Heat Tour (2019)[5]
- Silversun Pickups Tour (2019; với vai trò hỗ trợ cho Silversun Pickups)[6]
- Razzmatazzmatour (2021)
- Thought Reform Tour (2022)[7]
- Welcome to Hellvetica Tour (2022; đồng diễn chính với Joywave)[8]

## Phong cách âm nhạc và ảnh hưởng
Phong cách của nhóm chủ yếu được mô tả là indie pop. Bản thân Weekes cũng mô tả phong cách âm nhạc của họ là indie pop, cũng như "thứ hipster vô nghĩa" và "glam Wham". Ban nhạc cũng được mô tả là theo nhạc new wave, alternative, electronic rock, "electro pop rock", và sự pha trộn chịu ảnh hưởng của pop rock bởi "gara ở thập niên 60, glam ở thập niên 70, new wave thập niên 80, và những ngày đầu của Britpop".
Trên trang web của mình, ban nhạc tự mô tả là "...một ban nhạc đã hết thời. Họ chìm vào bóng tối sau khi chật vật tìm kiếm thành công vào cuối những năm 70 và đầu những năm 80". Âm nhạc của bộ đôi, cũng như ngoại hình và cách hiện diện trên mạng xã hội của họ, chịu ảnh hưởng mạnh mẽ bởi phong cách của những năm 1980; Weekes cho biết anh ấy lấy cảm hứng từ văn hóa đại chúng thời bấy giờ.
Ngoài ra, Weekes nhắc đến Marc Bolan, David Bowie, Oingo Boingo, Elvis Costello, The Ink Spots và Joe Jackson như là những tác nhân âm nhạc đối với âm thanh của nhóm.

## Thành viên
- Dallon Weekes – hát chính, bass, guitar, synthesizer, piano, ukulele, sản xuất (2016–nay)
- Ryan Seaman – trống, bộ gõ, hát bè (2016–nay)

Thành viên lưu diễn
- Anthony Purpura – guitar, hát bè (2021–nay)

## Danh sách đĩa nhạc
Album phòng thu
- Razzmatazz (2020)

EP
- 1981 Extended Play (2018)
- Christmas Drag (2019)
- Razzmatazz B-Sides (2021)